# Notoraja tobitukai
Notoraja tobitukai is een vissensoort uit de familie van de Arhynchobatidae. De wetenschappelijke naam van de soort is voor het eerst geldig gepubliceerd in 1940 door Hiyama.